# Луиджи Маркези
Луиджи Маркези (Маркезини) (на италиански: Luigi Marchesi) е сред последните знаменити певци-кастрати от края на 18 и началото на 19 век.
Радва се на огромна популярност и е считан за най-красивия и най-харизматичния кастрат на своето време. Гласът му е мецосопрано с голям диапазон и мощност. Остава известен с несравнимите вариации, орнаментика и импровизации, характерни за изпълненията му. Пее активно в продължение на 30 години – от началото на 1770-те години до 1805 г. През своя живот постига международна известност и получава адмирации във всеки голям европейски оперен център. Създава незабравими роли в опери на Доменико Чимароза, Луиджи Керубини, Джузепе Сарти, Франческо Бианки и много други.

## Ранни години
Луиджи Людовико Маркези е роден на 8 август 1754 г. в Милано, в семейството на тромпетист. Като дете се научава да свири на ловен рог. По-късно в Модена учи пеене при музикалния педагог Кайрони и певеца О. Албуци. През 1765 г., когато е само на 11 години, става младши певец-кастрат в Миланската катедрала. Луиджи запазва прекрасния си сопранов глас, преминавайки през процедурата на кастрация. Големите си успехи дължи освен на качествата на гласа си и на външната си красота, която за един певец-кастрат е много важна. Момчето израства като грациозен мъж с изразително и одухотворено лице, прекрасна фигура и осанка, изразяваща вътрешно благородство.

## Начало на кариерата
През 1774 г. дебютира като млад певец в „Teatro delle Dame“ в Рим, изпълнявайки женска роля в операта „Слугинята-господарка“ на Джовани Батиста Перголези. В продължение на няколко години Маркези се появява в малки роли или незначителни оперни представления. Успешно се справя с женските партии и следващата година във Флоренция отново се появява в същото амплоа, този път в операта „Кастор и Полукс“ на Франческо Бианки. Пее в женски роли в оперите на Паскуале Анфоси, Феличе Алесандри, Пиетро Алесандро Гулиелми. Първата си мъжка роля изпълнява през същата година в Милано, където пее заедно с друг кастрат – Гаспаре Пакироти. Отново в мъжка роля се появява и във Венеция, след което се установява за известно време в Тревизо.
През 1776 и 1777 г. се изявява като изпълнител на главни роли в Мюнхен и Падуа. През 1779 г. триумфира в Мюнхен в операта „Армида“ на чешкия композитор Йозеф Мисливечек, за което е отличен със сребърния медал на Академията. След като пее и в ораторията „Isacco figura del redentore“ на същия композитор, той открива в негово лице сериозен поддръжник. Мисливечек използва влиянието си и го препоръчва на ръководството на театър „Сан Карло“ в Неапол. По онова време това е една от най-уважаваните световни оперни сцени и служи като критерий за качество на изпълнителите. Маркези е назначен в театъра и пее тук в продължение на два сезона. Първите му изяви в Неапол са толкова успешни, колкото и тези в Мюнхен и го утвърждават като един от най-талантливите вокални артисти в Италия. А Мисливечек написва 5 оперни арии за него преди смъртта преждевременно да го отнесе през 1781 г.
Гласът на Маркези е прекрасен мецосопран с мек тембър, а певецът владее виртуозно колоратурната техника. Негова „визитка“ и негова гордост става т.нар. „Бомба на Маркези“, когато при изпълнение на хроматични пасажи той изпява най-високия тон особено силно и мощно.
След Неапол прави голямо турне из Италия – Пиза, Генуа, Флоренция, Милано, Рим, Торино. Известността му нараства особено след изпълненията му в „Ла Скала“ в Милано през 1779 г. Продължава пътуването в други европейски градове, като на първо време посещава Санкт Петербург и Виена.

## Сардиния
През 1782 г. продължава да бележи грандиозни успехи из цяла Италия. В Торино излиза на сцената в операта „Триумфът на мира“ на Франческо Бианки с голям успех и получава титлата Придворен музикант. През същата година се установява точно като придворен музикант при двора на краля на Сардиния със заплата от 1500 пиемонтски лири годишно. Освен това получава правото да гастролира зад граница в продължение на 9 месеца от годината. През 1784 г. участва в премиерата на операта „Артаксеркс“ на Доменико Чимароза. През 1785 г. стига до Санкт Петербург, но изплашен от суровия климат бързо заминава за Виена, където прекарва следващите три години.

## Лондон
През 1788 г. с прекрасните си изпълнения предизвиква фурор в Лондон. За дебюта си там той избира операта „Джулио Сабино“ на Сарти, в която многобройните арии на главния герой се отличават с тънка изразителност, особено в последните патетични сцени. Изпратен е с оглушителни овации. През същата година английският меломан, графът на Mount Edgcumbe пише, че Маркези е много красив млад мъж с грациозни движения и прекрасна фигура. Според него певецът има съвършено неограничени вокални способности, а гласът му поразява с големия си диапазон. Чарът, красотата и гласът на Маркези бързо покоряват лондонската публика, въпреки че големият певец не винаги е и голям актьор.
Маркези се слави със своите победи над женските сърца и по време на престоя си в Лондон е въвлечен в сериозен скандал. Съпругата на английския миниатюрист Ричард Козуей напуска мъжа си и децата и пътува след певеца из цяла Европа в продължение на няколко години. Тя се завръща вкъщи чак през 1795 г. Луиджи е известен като голям ценител на женската красота и по негово собствено признание „обожава цялото женско население на Рим“.
Изпълненията на Маркези са много добри, но в някои случаи създава впечатлението, че се любува на себе си повече от допустимото. Най-добре му се отдават бравурните епизоди и няма равен на себе си в речитативите и сцените, изпълнени със страст. Голям привърженик е на фиоритурите и всякакви мелизми и ако би използвал по-малко пищни орнаменти, не винаги достатъчно подходящи, неговите изпълнения биха били без недостатък. Понякога прекалява с орнаментиката без мярка, което понижава качествата на самата композиция. На частен концерт в Бъкингамския дворец пее прекрасно заедно с друг кастрат – Гаспаре Pacchiarotti.
Вкусовете по отношение на оперните изпълнения се променят, като постепенно претрупаните музикални украшения губят привърженици. Започва да се цени все повече чистото класическо изпълнение, с минимални добавки на музикални украшения от певците. Маркези обаче трудно се разделя с пищната орнаментика в своите изпълнения, с която се гордее. В края на престоя му в Лондон английската преса пише: „Миналата вечер техни величества и принцесите почетоха със своето присъствие оперния театър. Предмет на вниманието им беше Маркези, който въодушевен от присъствието на Двора, надмина сам себе си. В последно време той в значителна степен се отказа от пристрастието си към излишна орнаментика. Както преди демонстрира на сцената привързаността си към музикалната наука, но вече не в ущърб на изкуството, без излишни украшения. Впрочем, хармонията на звука означава за слуха толкова, колкото и хармонията на зрелището за очите. Там, където ги има може да се достигне до съвършенство, но ако ги няма, всички усилия са напразни. Уви, на нас ни се струва, че такава хармония при Маркези няма.“ Въпреки това певецът остава много популярен в Англия до началото на 19 век.
Освен че е изключително прочут певец, Маркези създава и някои композиции. В Лондон публикува своя обемен набор от италиански арии „Ariette Italiane“ и една серия от солфежи.

## Италия
В края на 1780-те години Маркези дебютира във венецианския театър „Сан Бенедето“. Тук той започва непрекъсната битка със съперницата си Луиза Тоди, португалска певица, която пее в „Сан Самуеле“. През 1790 г. отношенията между тях стават главна тема на разговори сред всички съсловия. След година в едно от изданията е публикувана карикатура с триумфиращата Тоди и Маркези в прахта на краката ѝ. Тъй като Луиза е покровителствана от две силни венециански фамилии, всичко, написано в пресата в защита на певеца, се сваля по решение на специален съд за борба с клеветите. Стига се дотам, че през 1791 г. се разпространява слух за смъртта на певеца. Лондонската преса съобщава, че Маркези е отровен и е жертва на ревността на италиански аристократ, чиято съпруга е подозирана в по-близки отношения с певеца. Има предположения, че наистина е направен неуспешен опит за отравянето му от привърженици или на Луиза Тоди или на Нанси Сторас. Интересно е, че „запазената марка“ и своеобразен рекорд на певеца – „Бомбата на Маркези“, успява да постигне и английското сопрано Нанси Сторас, което въобще не се харесва на Луиджи. По това време именно Нанси е най-голямата съперница на Маркези.
Въпреки всички неприятности Маркези остава във Венеция в продължение на няколко години. До края на столетието живее и работи в Италия, като един от най-популярните и виртуозни изпълнители. През 1796 г. отказва да пее за Наполеон в „Ла Скала“ когато той влиза в Милано като победител. За тази своя постъпка певецът е почитан като национален герой. Това обаче не му попречва през 1800 г. да се нареди сред първите посрещачи на узурпатора след битката при Маренго. През 1798 г. отново в града на каналите изпълнява партията на Mexicow в операта на Николо Дзингарели Carolina e Mexicow.
Голямото възхищение на публиката го прави капризен и понякога той има необичайни изисквания. Хериът пише по този повод, че певецът е настоявал да се появява на сцената на кон, слизайки по хълм, непременно в шлем с пера, чиято дължина да не е по-малко от 90 сантиметра. Да бъде посрещан с фанфари и тръби, а всяко представление, в което той участва, независимо какво е, да започва с негово изпълнение на любимата му ария „Mia speranza, io pur vorrei“. Тази ария е създадена специално за него от Джузепе Сарти. Италианският поет и драматург Виторио Алфиери по този повод го призовава да надене шлема и да се отправи на битка с французите, вместо да се разхожда с него по сцената.
През 1801 г. се състои откриването на „Театро нуово“ в Триест, на което Маркези пее в операта „Джиневра Шотландска“ на Йохан Симон Майер. Завършва оперната си кариера след сезона 1805/1806 г. През последните години пее в Милано, където изпълнява няколко роли в опери на Майер, включително и в неговата „Ералдо и Ема“. Оттегля се от сцената и се отдава на спокоен живот във вилата си в Инзаго. Понякога участва в частни концерти, някои от които са посветени на благотворителност, особено за бедните деца и сиропиталищата. Епизодично преподава уроци по пеене и учи композитора Джовани Пичини и сопраното Анджелика Каталани, по-късно и двамата придобили световна известност. Последното му публично изпълнение става през 1820 г. в Неапол. Твърди се, че гласът му не е загубил нищо от красотата си през тези години. Луиджи Маркези умира на 75-годишна възраст на 14 декември 1829 г. в град Инзаго, близо до Милано.

## Репертоар
За своята дълга певческа кариера Маркези успява да пее в голямо количество опери и оратории. Сред най-добрите му сопранови партии са Армида в едноименната опера на Мисливечек, Ецио в „Ецио“ от Феличе Алесандри, Ахил в „Ахил в Скирос“ на Марчело да Капуа, Джулио в „Джулио Сабино“ и Риналдо в „Армида и Риналдо“, и двете от Сарти. Незабравими остават изпълненията му в „Олимпиада“ на Чимароза, „Александър в Индия“ на Луиджи Керубини, „Арминио“ на Анджело Траки, „Аспард“ от Франческо Бианки.

## Отзиви
В книгата си „Рим, Неапол, Флоренция“ Стендал нарича певеца „Бернини в музиката“, а С.М. Грищенко пише „Маркези има глас с мек тембър и виртуозна колоратурна техника. Пеенето му се отличава с благородство и тънка музикалност.“ След едно от изпълненията му на арията „Sembianza amabile del mio bel sole“ във Флоренция, големият английски певец и композитор Майкъл Кели съобщава, че най-високият тон, който е изпял, е бил толкова мощен, че е наречен „Бомбата на Маркези“. Пак той след изпълнение на Маркези в операта „Олимпиада“ пише „Неговата изразителност, чувствителност при изпълнението на прекрасната ария “Se Cerca, se Dice" е по-високо от всякакви похвали". Много по-късно, през 1977 г. шведският професор по литература Sven Delblanc го включва в книгата си за великите кастрати „Kastrater“.